# 大井哲也 (弁護士)
大井 哲也（おおい てつや）は日本の弁護士。TMI総合法律事務所パートナー。TMIプライバシー＆セキュリティコンサルティング代表取締役。

## 人物・経歴
富山県立富山中部高等学校を経て、1995年中央大学法学部卒業、1999年中央大学大学院法学研究科博士前期課程修了。ソフトバンク・ファイナンス株式会社を経て、2000年最高裁判所司法研修所入所、2001年東京弁護士会登録、TMI総合法律事務所入所、2005年一般社団法人クラウド利用促進機構リーガル・アドバイザー。2007年ウィリアム・リチャードソン・スクールオブロー卒業（LL.M.）、ホノルルのカールスミス・ボール法律事務所勤務を経て、2008年TMI総合法律事務所復帰、経営法曹会議、ISMS認証機関公平性委員会委員。2010年早稲田大学ビジネススクール講師、東京弁護士会民事介入暴力対策特別委員会、ISMS認証機関公平性委員会委員長、2011年TMI総合法律事務所パートナー就任。2012年経済産業省商務情報政策局情報セキュリティ政策室有識者ワーキンググループ委員。
クラウドコンピューティング、インターネット・インフラ／コンテンツ、SNS、アプリ・システム開発、アドテクノロジー、ビッグデータアナリティクス、IoT、AI、サイバーセキュリティの各産業分野における実務を専門とする。情報セキュリティマネジメントシステム（ISMS）認証機関公平性委員会委員長、社団法人クラウド利用促進機構（CUPA）法律アドバイザー、経済産業省の情報セキュリティに関するタスクフォース委員を歴任。

## 著書
- 『暴力団排除条例ガイドブック』共著、レクシスネクシス・ジャパン、2011年12月、ISBN 978-4-902625-42-4。
- 『30分で理解! イラストでわかるマイナンバーQ&A30』共著、日経BPムック、2015年10月、ISBN 9784822236199。
- 『個人情報管理ハンドブック〔第3版〕』共著、商事法務、2016年8月、ISBN 978-4-7857-2443-6
- 『企業のためのサイバーセキュリティの法律実務』共著、商事法務、2016.12、ISBN 978-4-7857-2480-1。
- 『マネジメントのためのサイバーセキュリティ』共著、パロアルトネットワークス、2016年12月。
- 『現場のプロが教える 情報漏えい対応のリアル 漏えい事故 実態調査と最新事例』共著、第一法規、2018年7月、ISBN 978-4-474-06431-7。
- 『起業の法務――新規ビジネス設計のケースメソッド』共著、商事法務、2019年9月、ISBN 978-4-7857-2740-6。
- 『ChatGPTの法律』共著、中央経済グループパブリッシング、2023年6月、ISBN 978-4-502-47021-9。
- 『データ利活用のビジネスと法務』共著、中央経済社、2024年5月、ISBN 978-4-502-46841-4。

## 論文
- 「改正破産法の実務対応 (上)(下)」共著『JA金融法務』394号および396号、経済法令研究会、 2004年。
- 「企業法務戦略　買収対抗策としての新株発行 (1)(2)」『MARR』2004年9月号および10月号。
- 「暴力団排除と企業対応の実務」共著、東京弁護士会民事介入暴力対策特別委員会編 『商事法務』、2011年9月。
- 「情報漏洩リスクと監査役の留意点」『月刊監査役』2016年02月号、No.650、64～112頁。
- 「1から作る法務部〜法務部の機能と役割を考える〜/〜座談会：法務部立上げの苦労をどのように乗り越えたか〜」共著『ビジネス法務』2016年06月号、11～14および46～52頁。
- 「域外適用で多額の制裁金もあり得る EU一般データ保護規則の概要と日本企業の対応事項」『旬刊経理情報』2016年06月20日号、No.1449、48～51頁。
- 「企業におけるサイバーセキュリティ対応の最新実務」『月刊監査役』668号、2017年6月号。
- 「スルガ銀行の不祥事調査で活躍「デジタルフォレンジック技術」」『REGULATIONS』2018年12月号、26～28頁。
- 「今求められる「法律事務所」の進化と改革」『ビジネス法務』2020年05月号、1頁。
- 「Privacy & Cybersecurity （Japan）」共著、Lexology。
- 「個人情報活用時のデータ・ガバナンス構築に法務部門はどう関わるか 〜近時不正利用事案から考える〜」『ビジネス法務』2020年08月21日号、20～25頁。
- 「近時の企業活動の変化に対応したサイバーセキュリティの在り方」『月刊監査役』2021年1月25日号、No. 717、18〜29頁。
- 「多面的理解のための内部統制セミナー（第6回 最終回）〉グループ内部統制」共著『月刊監査役』2021年07月25日号、No.723 80～88頁。
- 「（特集１）若手必見！紛争解決の心得「解決の鍵は証拠の有無。デジタル証拠収集のためのフォレンジック調査活用のススメ」」『ビジネス法務』2022年01月21日号、42～44頁。
- 「4月1日の改正個人情報保護法施行で激変 日本企業の実務対応も待ったなし」『週刊東洋経済』2022年04月16日号、No.7045、48～49頁。
- 「ガバナンスの観点から見た個人情報保護法改正と監査ポイント」『月刊監査役』2022年05月25日号、No.735、22～29頁。
- 「Vol.1 個人情報の定義の拡大」共著『ニッキンONLINE』。
- 「ここがポイント！改正個人情報保護法の留意点（Vol.3 個人情報の安全管理措置）」共著『ニッキンONLINE』。
- 「Lexology Getting The Deal Through “PRIVACY＆CYBERSECURITY 2022”（Japan chapter）」共著『PRIVACY＆CYBERSECURITY』2022年10月号、65～72頁。
- 「《特集1 プライバシーガバナンスの戦略的構築》サイバーインシデントへの平時・有事対応」『ビジネス法務』2022年12月21日号、No.12、40～45頁。
- 「《新連載 経営戦略としてのプライバシー・ガバナンス第1回》データの利活用とプライバシー保護のための体制整備」共著『ビジネス法務』2023年01月21日号、No.1、52～56頁。
- 「《経営戦略としてのプライバシー・ガバナンス第4回》プライバシーテックとリーガルの融合」『ビジネス法務』2023年05月号、52～56頁。
- 「企業のデータ利活用とプライバシーガバナンス」『金融・商事判例』2023年06月01日号、No.1667、1頁。
- 「サプライチェーンに対するサイバー攻撃事案の対応と法的責任」『NBL』2023年06月15日号、No.1224、20～25頁。
- 「改正電気通信事業法における利用者情報の外部送信規律の実務対応」『月刊監査役』2023年06月号、No.750、16～24頁。
- 「必須の知識をQ&Aで紹介！ジャンル別で押さえる【Webビジネスと法律 基礎知識】 景品表示法／不正競争防止法／職業安定法／電気通信事業法」『Web Designing』2023年12月号、No.223、78～87頁。

## 受賞歴
- 2015年12月 日本経済新聞社『2015年活躍した弁護士ランキング』情報管理分野５位[5][6]
- 2016年12月 日本経済新聞社『2016年活躍した弁護士ランキング』情報管理分野４位[7][8]
- 2019年12月 日本経済新聞社『企業が選ぶ弁護士ランキング 2019』データ関連分野３位[9][10]
- 2020年11月 週刊東洋経済『「依頼したい弁護士」分野別25人～企業法務部員へのアンケートや情報発信力で選定～』IT・個人情報・ベンチャー分野[11][12]
- 2022年11月 週刊東洋経済『法務部員が選ぶ弁護士ランキング』 IT・個人情報保護・ベンチャー３位、2022年11月5日号[13][14]